# خوان دي ألبا
خوان دي ألبا (بالإسبانية: Juan de Alba)‏ (27 أغسطس 1994 في المكسيك - ) هو لاعب كرة قدم مكسيكي في مركز الدفاع.

## وصلات خارجية
- خوان دي ألبا على موقع Soccerway.com (الإنجليزية)
- خوان دي ألبا على موقع AS.com (الإسبانية)